# Казальоне
Казальоне (фр. Casaglione, корс. Casaglionu) — коммуна во Франции, находится в регионе Корсика. Департамент коммуны — Южная Корсика. Входит в состав кантона Севи-Сорру-Чинарка. Округ коммуны — Аяччо.
Код INSEE коммуны — 2A070.

## Население
Население коммуны на 2008 год составляло 360 человек.
| 1962 | 1968 | 1975 | 1982 | 1990 | 1999 | 2008 |
| ---- | ---- | ---- | ---- | ---- | ---- | ---- |
| 195  | 206  | 199  | 257  | 292  | 292  | 360  |

## Экономика
В 2007 году среди 208 человек в трудоспособном возрасте (15—64 лет) 129 были экономически активными, 79 — неактивными (показатель активности — 62,0 %, в 1999 году было 57,5 %). Из 129 активных работали 113 человек (61 мужчина и 52 женщины), безработных было 16 (8 мужчин и 8 женщин). Среди 79 неактивных 12 человек были учениками или студентами, 36 — пенсионерами, 31 были неактивными по другим причинам.
В 2008 году в коммуне насчитывалось 165 домохозяйств, в которых проживало 360 человек, медиана доходов составляла 17 885 евро на одного человека.